# Пантуфу
Панту́фу (порт. Pantufo) — город в округе Агуа-Гранде (Сан-Томе и Принсипи). Он располагается в 5 километрах от столицы государства Сан-Томе. Вместе со столицей традиционно всегда считался только городским поселением.
Население 2 169 человек (2005), в 2000 году оно составляло 1 929 человек.

## Примечание
1. ↑  United Nations Maintenance Page. Дата обращения: 20 декабря 2006. Архивировано 5 января 2007 года.